# Moytura Regio
La Moytura Regio è una struttura geologica della superficie di Europa.